# I cinque del quinto piano
I cinque del quinto piano è una sitcom italiana trasmessa in prima visione su canale 5 nel 1988.

## Trama
Periferia milanese, anni Ottanta. Negli anni della Milano da bere, in un anonimo condominio, al quinto piano, si svolge la vita di una famiglia (il cui cognome non verrà mai detto) composta da cinque persone. Il capofamiglia, il cinquantenne Edoardo, è impegnato, oltre che nel proprio lavoro, anche in quello più difficile di imbrigliare la peperina moglie Gisella, il figlio ribelle Gianfilippo (che ama ostruire il posto box-auto del vicino, poi diventato amministratore, con la sua motocicletta), gli altri due figli, l'adolescente Stefania (quattordicenne) e il piccolo e geniale Simone. Una provocante domestica siciliana in collant neri (presente dalla 14ª puntata) e un petulante amministratore condominiale fanno da contorno al gruppo familiare.

## Personaggi
- Edoardo ripete sempre sconsolato la frase: "Ci vuole una gran pazienza!", lavora come dirigente di una casa editrice con a capo il boss Cesare Fumagalli (poi Barbagalli) che comparirà in tre puntate. Sembra pubblicare solo saggi sulla vita degli imenotteri (vengono citati più volte "La Vita delle Api" e "La Vita delle Formiche", forse con riferimento alle omonime opere di Maeterlinck).
- Gisella è socia di una boutique insieme all'amica Patrizia, da giovane è stata aspirante cantante. Non sa fare un buon caffè, ma anche i cocktail in genere e nemmeno tè e tisane. In una puntata, sia Rastelli sia il marito Edoardo lo dicono o fanno capire che quelli preparati sono pessimi. In altre varie puntate, quando lei stessa chiede un parere sul caffè, Edoardo le risponde che è pessimo  e Gianfilippo spesso lo rifiuta.
- Gianfilippo gioca nella "scalognata" squadra di calcio di giovani dilettanti, la Stella Maris (di cui è presidente l'amico Daniele) ed è fidanzato con Cinzia, che non comparirà mai, ma spesso telefona. Dopo le effusioni telefoniche, il solito saluto è composto dalla frase “Nichi Nichi”, presunto saluto giapponese. Nonostante questo, è sempre attratto dalle altre ragazze e continua a flirtare con Slovanka (mai accreditata), una ragazza slovena, con la nuova colf Rosalia e con Carol, la ragazza inglese alla pari. Frequenta l'università per diventare avvocato. È ossessionato dal fatto di non avere ancora, a 20 anni, nemmeno un filo di barba. Ripete spesso la parola "scalogna!" oppure "sfortunello! oppure “sfortunellone". Tutte le volte che inizia a studiare e nomina "Cicerone", viene interrotto dal telefono, dal campanello o dall'arrivo di qualcuno. Viene chiamato "Ippo" da Simone, il fratellino di 7 anni, "Gianfi" dal padre Edoardo, "Giovinazzo" dall'invadente vicino Ulderico Rastelli e "giovanotto" dagli altri personaggi.
- Stefania quattordici anni e mezzo, spesso riceve le telefonate del suo fidanzatino Franchino, al quale ripete sempre: "Quanto sei scemo!" oppure "Quanto sei cretino!" è però innamorata di Daniele, amico di Gianfilippo.

## Produzione
La serie, divisa in due stagioni di 95 episodi (40 nella prima stagione e 55 nella seconda, quando la famiglia si trasferisce in un altro appartamento, sempre al quinto piano), venne prodotta dalla Studio One Bravo Productions per la regia di Guido Stagnaro. Tra gli interpreti, Gian Fabio Bosco (Edoardo), Serena Cantalupi (Gisella), Luca Sandri (Gianfilippo), Georgia D'Ambra (Stefania), Niccolò Della Bona (Simone), Aldo Ralli (l'amministratore del condominio), Giampiero Bianchi (il vicino Ulderico Rastelli).
Gli episodi, in tutto 95 (privi di titolo), vennero trasmessi da Canale 5 a partire dal 4 gennaio 1988 in fascia preserale, dal lunedì al venerdì alle 18:35. In seguito, la sitcom è stata replicata più volte su Canale 5, Italia 1, Sat2000, Mediaset Extra e Twentyseven.

## Accoglienza
Tra i primi esperimenti di sitcom italiana, la serie ottenne, nel suo primo periodo di trasmissione, dal 4 gennaio al 15 marzo 1988, una audience media di 1.518.000 telespettatori, pari all'11,35% di share, con punte di oltre 2 milioni e del 14,41% di share.